# Göte Kildén
Göte Kildén, född 4 december 1946, död 17 november 2022, var en svensk partiledare och facklig ledare. Han var ordförande för Socialistiska partiet.

## Ledare för Sveriges trotskister
Från 1969 var han en av ledarna för uppbyggnaden av en trotskistisk rörelse i Sverige. Han deltog i december 1969 i bildandet av den svenska sektionen av den Fjärde internationalen och i grundandet av tidningen Revolutionär Information. År 1971 medverkade han vid trotskistgruppens ombildning till Revolutionära marxisters förbund, och var förbundets talesperson från 1973. Han redigerade den trotskistiska månadstidningen Mullvaden från grundandet 1971, och var redaktör för efterföljaren Internationalen 1974–1977. Revolutionära marxisters förbund hade namnet 1975–1982 Kommunistiska Arbetarförbundet. År 1982 omvandlades rörelsen till ett parti, Socialistiska partiet, vars partiordförande han var fram till 1991.

## Fackligt arbete
Från omkring 1980 arbetade han på Volvo Lastvagnar i tjugofem år. Han var gruppordförande inom Metallindustriarbetarförbundets avdelning vid Volvo Lastvagnar i Göteborg, och på 80‑ och 90‑talen uppmärksammades han som ledare för ”Facklig opposition”, som stod till vänster om socialdemokraterna och utmanade socialdemokraterna vid fackklubbsvalen; oppositionen fick vid flera val 35–45 procent av rösterna.

## Riksdagskanditatur
När vänsterpartiet 1991 inbjöd oberoende socialister att kandidera var han den som hade störst chans att väljas in i riksdagen, eftersom han sattes på valbar plats (tredje plats) på vänsterpartiets vallista i Göteborg; vänsterpartiets röstetal var dock för lågt för att han skulle bli invald.